# Silent Hunter 5: Battle of the Atlantic
Silent Hunter 5: Battle of the Atlantic (буквально: рус. «Бесшумный охотник 5: Битва за Атлантику»; иногда Silent Hunter 5) — компьютерная игра в жанре симулятора подводной лодки, разработанная румынской компанией Ubisoft Romania и изданная Ubisoft 4 марта 2010 года. Издателем игры на территории России является компания «Бука».
Пятая игра в одноимённой серии игр.

## Игровой процесс
Вторая мировая война. Игроку предстоит участвовать в Битве за Атлантику (1939—1945) в роли немецкого офицера субмарины, сражаясь с кораблями Союзников в Атлантическом океане и Средиземном море.
Помимо управления подводной лодкой, игроку необходимо отдавать приказы экипажу. Задания выдаются как перед отплытием, так и непосредственно в море. Выполняя миссии, игрок получает доступ к новым локациям, улучшениям лодки и её снабжению. Доступно четыре типа игровых субмарин и несколько разновидностей вражеских судов.
Отличительная особенность Silent Hunter 5 от предыдущей игры серии состоит в возможности свободного перемещения по отсекам подводной лодки. В этом режиме игрок, используя вид от первого лица, имеет возможность наблюдать за повседневной жизнью своего экипажа. Каждый член команды обладает собственной проработанной историей и характером.
Игровой движок представляет собой значительно улучшенный движок предыдущих игр, Silent Hunter 4 и Silent Hunter III.

## История разработки
Впервые о разработке игры стало известно в августе 2009 года. Сообщалось, что разработкой Silent Hunter 5: Battle of the Atlantic будет заниматься румынская студия Ubisoft Romania, входящая в состав Ubisoft. Ubisoft Romania производит игры серии начиная с третьей части.
В это же время сайты опубликовали и первые сведения о завязке и исторической подоплёке пятой части Silent Hunter. Например, стало известно, что игрокам предстоит участвовать в Битве за Атлантику во время Второй мировой войны. Было объявлено о новой игровой возможности: в перерывах между морскими баталиями игрок «проживает» на судне в роли офицера подлодки, наблюдая за действиями своих боевых товарищей и общаясь с ними. Подтверждено, что игра будет выпущена эксклюзивно для персонального компьютера.

## Рецензии и награды
| Сводный рейтинг       | Сводный рейтинг               |
| Агрегатор             | Оценка                        |
| --------------------- | ----------------------------- |
| GameRankings          | 61,85 %                       |
| Metacritic            | 61,50 % из 100 % (25 обзоров) |
| MobyRank              | 60 из 100                     |
| Иноязычные издания    |                               |
| Издание               | Оценка                        |
| Eurogamer             | [ 19 ]                        |
| GameSpot              | [ 20 ]                        |
| IGN                   | [ 21 ]                        |
| PC Gamer (UK)         | 77 % из 100 %                 |
| PC Gamer (US)         | 55 % из 100 %                 |
| Русскоязычные издания |                               |
| Издание               | Оценка                        |
| PlayGround.ru         | [ 24 ]                        |
| «Игромания»           | [ 25 ]                        |

Журналом PC Gamer было отмечено, что несмотря на возможный выпуск патчей в дальнейшем, игра переполнена программными ошибками. Английское издание PC Gamer UK опубликовало более благосклонную рецензию, негативно отозвавшись о системе защиты от нелегального копирования. IGN отметил хорошее качество графики и звукового сопровождения, а также инновации в игровом процессе, в негативном ключе описав баги и некачественную документацию.
GameSpot отозвался о Silent Hunter 5 как о многообещающей, но переполненной багами игре, нуждающейся в серьёзной доработке. Положительно была оценена игровая атмосфера и механика военных действий, а среди минусов упомянуты бесполезное руководство пользователя, неудобное управление и плохая производительность даже на мощных конфигурациях.
В рецензии на PlayGround.ru высоко оценивается графическое исполнение, игровой процесс, интерфейс, общая сюжетная канва и удобное управление; упомянуты и недоработки в программном коде игры, приводящие к периодическим сбоям.
Журнал «Игромания» положительно отозвался о воссозданной разработчиками атмосфере военных сражений, тщательно проработанной симуляционной модели подводной лодки и существенно улучшенной в сравнении с предыдущими играми серии системе управления. Критики удостоился искусственный интеллект, недостаточная оптимизация игрового движка и сложность освоения новичками.